# Meristotropis
Meristotropis là một chi thực vật có hoa trong họ Đậu.